# Molí d'en Sutirà
El Molí d'en Sutirà és una obra de Porqueres (Pla de l'Estany) inclosa a l'Inventari del Patrimoni Arquitectònic de Catalunya.

## Descripció
Estructura conservada parcialment i coberta per vegetació. Trobem un accés al molí i un lateral en mur paredat i des de l'interior veiem els arcs de volta, un d'ells el d'accés en maó pla. Més endavant hi ha la bassa.